# Selar
A Selar a csontos halak (Osteichthyes) főosztályának a sugarasúszójú halak (Actinopterygii) osztályába, ezen belül a sügéralakúak (Perciformes) rendjébe és a tüskésmakréla-félék (Carangidae) családjába tartozó nem.

## Rendszerezés
A nembe az alábbi 2 faj tartozik:
- Selar boops (Cuvier, 1833)
- Selar crumenophthalmus (Bloch, 1793)